# Anasceles divergens
Anasceles divergens är en insektsart som beskrevs av Ludwig Redtenbacher 1908. Anasceles divergens ingår i släktet Anasceles och familjen Diapheromeridae. Inga underarter finns listade i Catalogue of Life.